# ケプラー4
ケプラー4 とはりゅう座の13等星で、太陽系から1800光年離れた位置にある太陽の2倍の光度の恒星である。2010年時点で1つの太陽系外惑星を持つことが知られている。

## 特徴
| 太陽 | ケプラー4 |
| ---- | --------- |
| 太陽 | Exoplanet |

ケプラー4は太陽系から遠く離れているため、年周視差に基づく直接的な方法では恒星までの距離は測られていない。間接的な手段に基づく推定では1800光年とされているが、この値には±260光年という大きな誤差が含まれている。質量は太陽と比べ1.2倍、半径は1.5倍、表面温度はほぼ同等で、光度は2倍前後と考えられている。金属元素（ヘリウムより原子番号の大きい元素）が太陽の1.5倍の割合で含まれている、金属を豊富に含んだ恒星でもある。

## 惑星
2009年、ケプラー宇宙望遠鏡の観測で太陽系外惑星ケプラー4bが発見され、2010年に公表された。ケプラー4bは地球の24倍の質量と4倍の半径を持つ惑星で、3.2日で軌道を一巡りしている。
| 名称 （恒星に近い順） | 質量     | 軌道長半径 （天文単位） | 公転周期 (日) | 軌道離心率 | 軌道傾斜角 | 半径     |
| --------------------- | -------- | ----------------------- | ------------- | ---------- | ---------- | -------- |
| b                     | 0.077 MJ | 0.04558                 | 3.2135        | 0          | 89.76°     | 0.357 RJ |